# ファビオ・パラーティチ
- ファビオ・パラティチ

ファビオ・パラーティチ（Fabio Paratici、 1972年7月13日 - ）は、イタリア・ボルゴノーヴォ・ヴァル・ティドーネ出身の元サッカー選手、現スポーツディレクター。選手時代のポジションはディフェンダー、ミッドフィールダー。

## 経歴

### 選手時代
1972年7月13日にイタリア・エミリア＝ロマーニャ州のボルゴノーヴォ・ヴァル・ティドーネに生まれた。ピアチェンツァ・カルチョの下部組織ではフィリッポ・インザーギと共にプレーをし、その後は主にセリエC1やセリエC2などのクラブを渡り歩き、2004年に現役を引退した。

### スカウト・スポーツディレクター時代
2004年、セリエAのUCサンプドリアでスカウトとしてのキャリアをスタート。クラブのゼネラル・マネージャーを務めていたジュゼッペ・マロッタのもとで経験を積んだ。2009-10シーズンにはルイジ・デルネーリ監督率いるクラブはリーグ戦で4位に入り、翌シーズンのUEFAチャンピオンズリーグの出場権を獲得した。
2010年5月、デルネーリとマロッタと共に、前年度7位に沈んだユヴェントスFCに移った。初年度はテクニカル・エリア・コーディネーターとして働いたが、クラブは再び7位となりデルネーリは解任された。翌2011-12シーズンには肩書がスポーツ・ディレクターとなると、新たに就任したアントニオ・コンテ監督のもと、クラブは9年ぶりとなるスクデットを獲得。以降もマロッタと共に強化部門の一翼を担い続け、カルロス・テベス（2013年）、パウロ・ディバラ（2015年）、さらにクリスティアーノ・ロナウド（2018年）の獲得などに手を尽くし、連覇に貢献した。2018年10月にマロッタがクラブを去ると、肩書もチーフ・フットボール・オフィサーとなり、名実ともにユヴェントスの強化責任者となった。クラブはその後もスクデットを取り続けたが、2020年9月に獲得を企図していたルイス・スアレスがイタリア国籍を取得するためにペルージャ外国人大学で受けた語学試験で不正が行われたと報道された。この件にパラーティチも関わっていたとされ、12月に検察への虚偽報告の疑いで捜査通告を受けた。その後の捜査において大学側に不正があったとされ、複数の大学関係者が裁判にかけられた一方で、ユヴェントスやパラーティチに違法行為は確認されず裁判には至らなかった。しかし、この2020-21シーズンにクラブは4位となり連覇記録は9で途絶えた。2021年5月26日、ユヴェントスは同年6月末までとなっているパラーティチとの契約が更新されず退任となることを発表した。
2021年6月12日、イングランド・プレミアリーグのトッテナム・ホットスパーFCにマネージング・ディレクターとして7月1日から就任することが発表された。スパーズでは、古巣ユヴェントスからロドリゴ・ベンタンクールやデヤン・クルゼフスキを補強した他、クリスティアン・ロメロやイヴァン・ペリシッチ、リシャルリソンなどを獲得。また2021年11月から2023年3月にかけては、ユヴェントスで共に働いたコンテ監督と再び共闘した。しかし2023年1月に、ユヴェントスの虚偽会計などに対する処分の一環として、パラーティチに対してもイタリア国内における2年半の活動禁止が宣告された。さらに3月29日には国際サッカー連盟によってこの処分の適用範囲が全世界に拡大されることが発表され、31日からスパーズでの活動を休止した。そして4月21日、マネージング・ディレクターの職を辞することを発表した。